# Indigenous Peoples Front of Tripura
Indigenous Peoples Front of Tripura, politiskt parti i Tripura bildat 9 juni 1997 när Tripura Hill People's Party och Tripura Tribal National Conference gick samman. Inledningsvis skulle också Hrangkwals Tripura National Volunteers gått med i IPFT, men de drog sig ur projektet. Debabrata Koloi, tidigare THPP:s ledare, blev IPFT:s generalsekreterare.
IPFT fick sitt politiska genombrott i valet till Tripura Tribal Areas Autonomous District Council 2000. Det underjordiska National Liberation Front of Tripura deklarerade att endast IPFT skulle få ställa upp i valet. De enda som våga gå emot NLFT:s diktat var Left Front som trots mordhot och ett flertal kidnappningar riktade mot sig, valde att ställa upp i valet. Valet vanns av IPFT, mycket tack vare NLFT:s uppbackning. TNV stödde IPFT i valet.
Kort efter valet gick Tripura National Volunteers samman med IPFT. 2001 valde Tripura Upajati Juba Samiti att gå samman med IPFT och bilda Indigenous Nationalist Party of Tripura, efter krav från NLFT.